# キルステン・フェールス

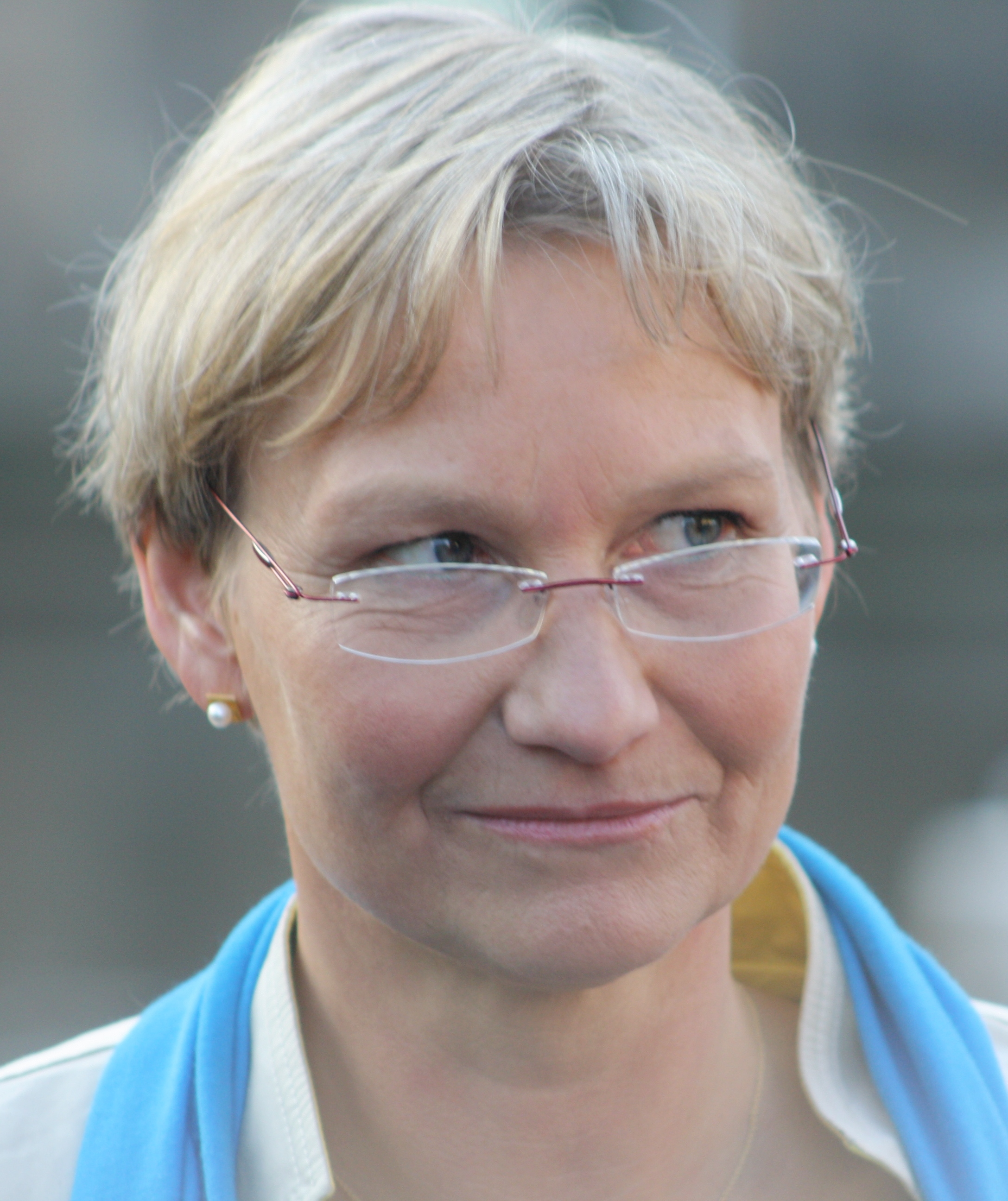
キルステン・フェールス(2013)

キルステン・フェールス（ドイツ語:  Kirsten Fehrs , 1961年9月12日 シュレースヴィヒ＝ホルシュタイン州ヴェッセルブレン - ）はドイツの福音主義教会(ルター派)の牧師、北ドイツ福音ルター派教会ハンブルク、リューベック教区監督。キルステン・フェールスは2011年11月15日に教区監督に就任したが、当時この教区はノルトエルビエン福音ルター派教会に属していた。この教区は2012年における北ドイツ地域の州教会統合後、北ドイツ福音ルター派教会に属することになった。2015年11月10日に開催されたドイツ福音主義教会(EKD)総会において、キルステン・フェールスは常議員に選ばれた。

## 経歴
キルステン・フェールスはハンブルク大学で福音主義神学を1981年から1987年まで学んだ。実践神学を中心に研究に従事しながら、彼女は牧会に関して大学神学部外の様々な場所でボランティアとして働いた。すなわち、休養施設、医療施設、刑務所等での牧会奉仕である。
シュレースヴィヒ＝ホルシュタイン州レンズブルク=エッカーンフェルデ郡ヴァアープスにおいて、彼女は1988年から1990年まで牧師補として働いた。1990年12月に彼女はノルトエルビエン福音ルター派教会牧師に任職。翌年、シュレースヴィヒ＝ホルシュタイン州ホーエンヴェシュテットにある教会共同体の牧師に就任し、同時にレンズブルク教会地区の南部にある教会共同体群で成人教育を担当した。1994年、レンズブルク教会地区の成人向けの公開教育活動担当牧師職に招聘され、1997年にレンズブルク教会地区福音主義教育担当牧師に任命された。チューリッヒ大学からの講師委嘱(教会教育に関する講義)に応じた後、2000年にレンズブルク教会地区での個人と教会共同体教育活動を援助する牧師職に招聘された。
2006年9月1日、キルステン・フェールスはアルト=ハンブルク教会地区地区長と聖ヤコビ教会主席牧師に就いた。
2011年6月17日、ハンブルクの聖ミヒャエル教会で開催されたノルトエルビエン州教会総会は第4投票において121票中97票でキルステン・フェールスをマリア・イェプセン監督の後継者としてハンブルク、リューベック教区監督に選出した。彼女の対立候補者はドイツ福音主義教会(EKD)文化担当委員ペトラ・バールであった。
2011年11月15日までは暫定的代理監督ユルゲン・ボールマンが辞任したマリア・イェプセン監督の担った職務を引き継いでいた。
待降節第一主日の前日の2011年11月26日に監督就任礼拝がリューベック大聖堂で行なわれた。
2012年、ドイツ社会民主党 (SPD)は連邦大統領を選出する連邦会議比例選出議員にキルステン・フェールスを指名した。
2015年11月10日に開催されたドイツ福音主義教会(EKD)総会において常議員に選出された。その任期は2021年までの6年間である。